# نیک پورزیگ
نیک پورزیگ (انگلیسی: Nick Porzig; ۱ july ۱۹۷۲ (۵۲ سال) – ) قایقران روئینگ اهل آفریقای جنوبی بود.
وی در مسابقات کشوری و بین‌المللی در مجموع برندهٔ ۱ مدال طلا، ۱ مدال نقره شده‌است.